# منتخب جمهورية أيرلندا لكرة القدم
منتخب جمهورية أيرلندا لكرة القدم (بالأيرلندية: Foireann peile náisiúnta Phoblacht na hÉireann) و(بالإنجليزية: Republic of Ireland national football team) يمثل أيرلندا في كرة القدم ويشرف عليه اتحاد أيرلندا لكرة القدم. غالباً ما يلعب مبارياته البيتية على ملعب أفيفا في العاصمة دبلن.

## التاريخ
تأسس اتحاد ايرلندا لكرة القدم (FAI) عام 1921 داخل أراضي الدولة الأيرلندية الحرة، وفي عام 1923 حصل الـ(FAI) على اعتراف الفيفا بشرط أن يغير اسمه إلى «اتحاد كرة القدم في الدولة الأيرلندية الحرة»، ولعب مباراته الدولية الأولى أمام بلغاريا في ملعب كولومب بالعاصمة الفرنسية باريس وانتهت بالفوز 1 - 0. كما كان أول ظهور لهذا الفريق في دورة الألعاب الاولمبية الصيفية 1924، ووصل إلى الدور ربع النهائي.
منذ عام 1936، أصبح كلاً من الاتحاد الأيرلندي لكرة القدم (IFA) الذي كان مقره في بلفاست واتحاد أيرلندا لكرة القدم الذي كان مقره دبلن بتنظيم منتخب وطني خاص به على أساس ان يمثل أيضاً كل ايرلندا. وصار كلا الفريقين يلعبان باسم أيرلندا، وخلال هذه الحقبة تناوب 39 لاعباً على الأقل على تمثيل كلا الفريقين في المباريات الدولية، حيث كان اللاعب يمثل فريق في مباراة ثم يعود وتمثيل الفريق الثاني بمبارة أخرى.
وفي عام 1949، شارك الفريقان في التصفيات المؤهلة لنهائيات كأس العالم 1950. بعد تلك التصفيات أتخذ اتحاد الـ(FAI) خطوات لمنع اللاعبين المتواجدين في جمهورية أيرلندا من اللعب لفريق أيرلندا (IFA)، وهدد اتحادالـ(FAI) بعدم منح شهادات براءة الذمة للاعبين الجمهورية المحترفين في الخارج إلا إذا قدموا تعهداً بعدم اللعب لمنتخب أيرلندا التابع للـ(IFA). وفي أبريل 1951، اشتكى الأتحاد الأيرلندي (IFA) إلى الفيفا. وكان جواب الفيفا ان ذلك مخالفاً لأنظمتها، وإن المنتخب الأيرلندي التابع إلى الـ(IFA) لا يمكن اختيار اللاعبين من «مواطني جمهورية ايرلندا».
استمر الاتحاد الأيرلندي الـ(IFA) واتحاد أيرلندا الـ(FAI) المنافسة على اسم أيرلندا. حتى مؤتمر الفيفا في عام 1953، حيث تم تعديل المادة 3 الخاصة بها والتي اشترطت ان تكون تسمية أي فريق دولي يجب أن تكون «معترف بها سياسيا وجغرافيا للبلدان أو الأقاليم». وقضت الفيفا في وقت بأنه لا يحق لأي من الفريقين أن يستخدم أسم أيرلندا، معلناً أن فريق FAI أصبح رسميا يحمل اسم منتخب جمهورية أيرلندا، بينما كان فريق (IFA) أصبح يحمل أسم منتخب أيرلندا الشمالية.
كان منتخب جمهورية ايرلندا أول فريق من خارج المملكة المتحدة يستطيع هزيمة منتخب إنجلترا في المباراة التي لعبت على ملعب غوديسون بارك في ليفربول عام 1949. ووصل الفريق أيضا إلى مرحلة ربع النهائي من تصفيات كأس الأمم الأوروبية 1964، بعد أن خرج على يد منتخب أسبانيا الذي توج بلقب البطولة.
كان العصرة الذهبي لمنتخب جمهورية أيرلندا تحت إشراف جاك تشارلتون، عندما وصل إلى أعلى مرتبة له على الإطلاق هي السادسة على العالم في تصنيف الفيفا لشهر أغسطس من عام 1993، والتأهل إلى بطولة كأس الأمم الأوروبية عام 1988 في ألمانيا في أول ظهور له في تلك البطولة، ومن ثم الوصول إلى ربع نهائي بطولة كأس العالم عام 1990 في أول ظهور لهم على الإطلاق في نهائيات كأس العالم، ودور ال16 في نهائيات كأس العالم عام 1994. وبعد جاك تشارلتون تم تعيين ميك مكارثي خلفاً له، الذي لم ينج بالتاهل للبطولات الكبرى حتى تمكن مكارثي من قيادة أيرلندا إلى نهائيات كأس العالم 2002، ولكن الفريق خسر قائده الملهم روي كين بسبب الخلاف العلني الشهير بين الثنائي في سايبان. وصل فيها إلى دور ال16 وخرج على يد أسبانيا. فتولى من بعده جيوفاني تراباتوني، الذي خسر بفارق ضئيل في التأهل لنهائيات كأس العالم عام 2010 خلال مباراة فاصلة أثارت جدل واسع مع منتخب فرنسا، ولكنه نجح فيما بعد في التأهل لكأس الأمم الأوروبية 2012.
فشل الفريق في التأهل لنهائيات كأس العالم لكرة القدم 2014 في البرازيل والتي وضعت حدا لمهمة جيوفاني تراباتوني. وتراجع الفريق أيضا إلى ادنى مستوى لتصنيف الفيفا 70 في يونيو 2014. وعين بعد ذلك مارتن أونيل مدربا للمنتخب الأيرلندي في تصفيات كأس الامم الأوروبية وجائت جمهورية أيرلندا في المركز الثالث بعد ألمانيا وبولندا، لتلعب بعد ذلك في ملحق التصفيات مع منتخب البوسنة والهرسك وتفوز عليه 3- 1 في مجموع المباراتين، لتنجح بالتأهل إلى نهائيات كأس الامم الأوروبية 2016.

## الزي الرسمى عبر التاريخ
الأساسي
| الزي الأول | 1978–83 | 1983–84 | 1984–85 | 1985 | 1988 | 1990 |
| 1994       | 1998    | 2002    | 2004    | 2006 | 2012 | 2015 |

الأحتياطي
| 1990 | 1994 |  | 2010 |  | 2012 | 2013 | 2015 |

## اللاعبين

### التشكيلة الحالية
قام مدرب الفريق باستدعاء التشكيلة التالية لخوض المباراة الودية ضد سلوفاكيا يوم 29 مارس 2016.
| الرقم | المركز | اللاعب           | تاريخ الميلاد (العمر) | لعب | سجل | النادي               |
| ----- | ------ | ---------------- | --------------------- | --- | --- | -------------------- |
| 1     | حارس   | ديفيد فورد       | 20 ديسمبر 1979        | 23  | 0   | ميلوول               |
| 23    | حارس   | دارين راندولف    | 12 مايو 1987          | 8   | 0   | وست هام يونايتد      |
| 16    | حارس   | روب إليوت        | 30 أبريل 1986         | 4   | 0   | نيوكاسل يونايتد      |
|       |        |                  |                       |     |     |                      |
| 4     | دفاع   | جون أوشي (كابتن) | 30 أبريل 1981         | 110 | 3   | سندرلاند             |
| 2     | دفاع   | سيموس كولمان     | 11 أكتوبر 1988        | 33  | 0   | إيفرتون              |
| 17    | دفاع   | ستيفن وارد       | 20 أغسطس 1985         | 32  | 2   | بيرنلي               |
| 3     | دفاع   | بول مكشين        | 6 يناير 1986          | 32  | 0   | ريدينغ               |
| 24    | دفاع   | كياران كلارك     | 26 سبتمبر 1989        | 18  | 2   | أستون فيلا           |
| 5     | دفاع   | ريتشارد كيو      | 11 أغسطس 1986         | 11  | 1   | ديربي كاونتي         |
| 12    | دفاع   | أليكس بيرس       | 9 نوفمبر 1988         | 7   | 2   | بريستول سيتي         |
| 15    | دفاع   | سايروس كريستي    | 30 سبتمبر 1992        | 4   | 1   | ديربي كاونتي         |
| 29    | دفاع   | شين دافي         | 1 يناير 1992          | 2   | 0   | بلاكبيرن روفرز       |
| 31    | دفاع   | مات دوهرتي       | 16 يناير 1992         | 0   | 0   | وولفرهامبتون واندررز |
|       |        |                  |                       |     |     |                      |
| 7     | وسط    | آيدن ماكغيدي     | 4 أبريل 1986          | 81  | 5   | شيفيلد وينزداي       |
| 6     | وسط    | غلين ويلان       | 13 يناير 1984         | 70  | 2   | ستوك سيتي            |
| 8     | وسط    | جيمس مكارثي      | 12 نوفمبر 1990        | 35  | 0   | إيفرتون              |
| 11    | وسط    | جيمس ماكلين      | 22 أبريل 1989         | 33  | 5   | ويست بروميتش ألبيون  |
| 20    | وسط    | ويس هولاهان      | 20 مايو 1982          | 29  | 2   | نورويتش سيتي         |
| 19    | وسط    | روبي برادي       | 14 يناير 1992         | 23  | 4   | نورويتش سيتي         |
| 18    | وسط    | ديفيد مايلر      | 29 مايو 1989          | 14  | 0   | هال سيتي             |
| 22    | وسط    | ستيفن كوين       | 4 أبريل 1986          | 13  | 0   | ريدينغ               |
| 25    | وسط    | أنتوني بيلكنتون  | 6 يونيو 1988          | 9   | 1   | كارديف سيتي          |
| 27    | وسط    | ستيفن غليسون     | 3 أغسطس 1988          | 2   | 0   | برمنغهام سيتي        |
| 28    | وسط    | جوناثان هيس      | 9 يوليو 1987          | 2   | 0   | أبردين               |
| 30    | وسط    | الان جودج        | 11 نوفمبر 1988        | 1   | 0   | برينتفورد            |
| 26    | وسط    | يونان أوكين      | 10 يوليو 1990         | 2   | 0   | بورنموث              |
|       |        |                  |                       |     |     |                      |
| 9     | هجوم   | شين لونغ         | 22 يناير 1987         | 61  | 15  | ساوثهامبتون          |

### تم استدعاؤهم سابقاً
لاعبين تم استدعاؤهم خلال ال 12 شهراً الماضية.

## الملاك التدريبي

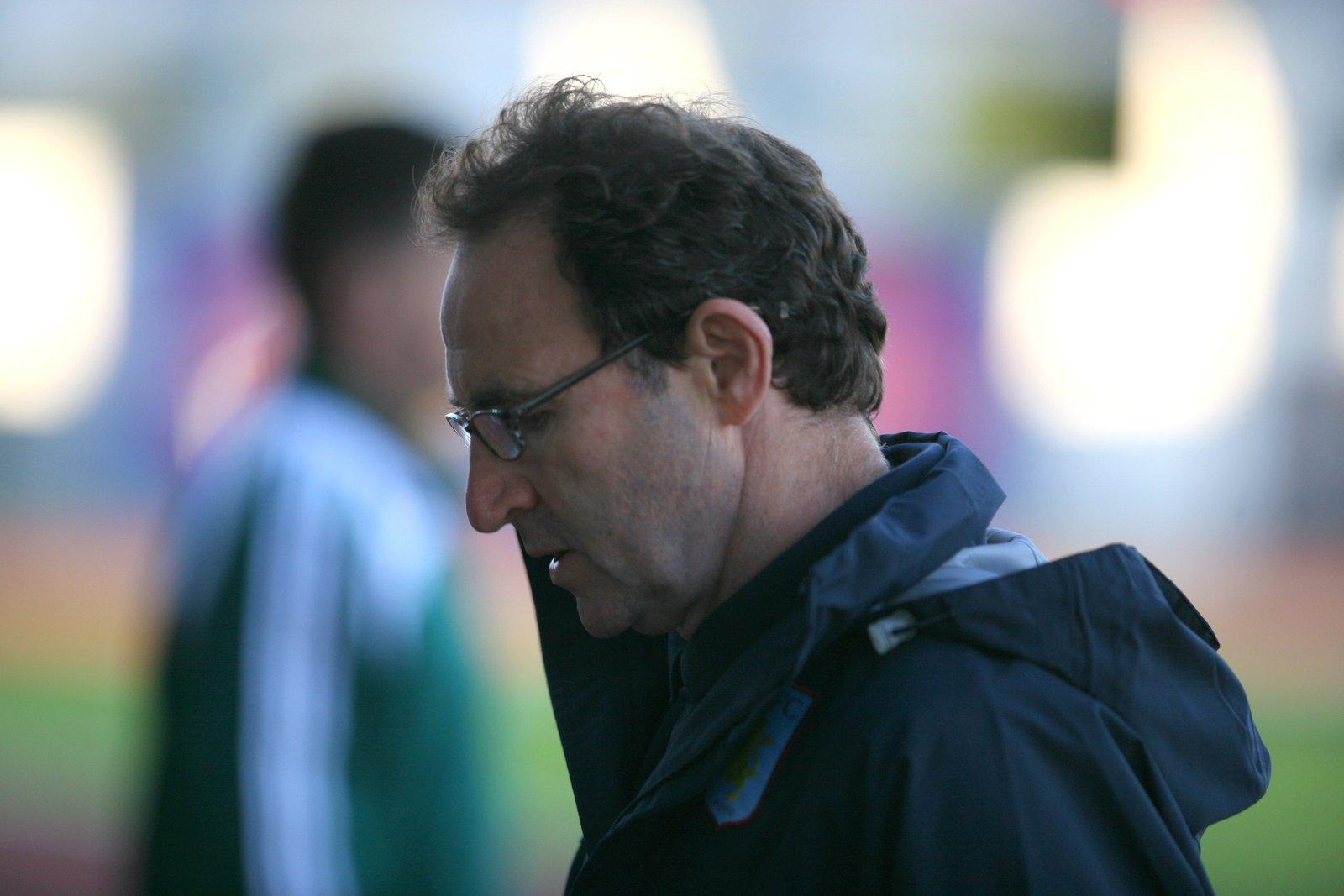
مارتن أونيل المدير الفني للمنتخب الأيرلندي.

## سجلات اللاعبين

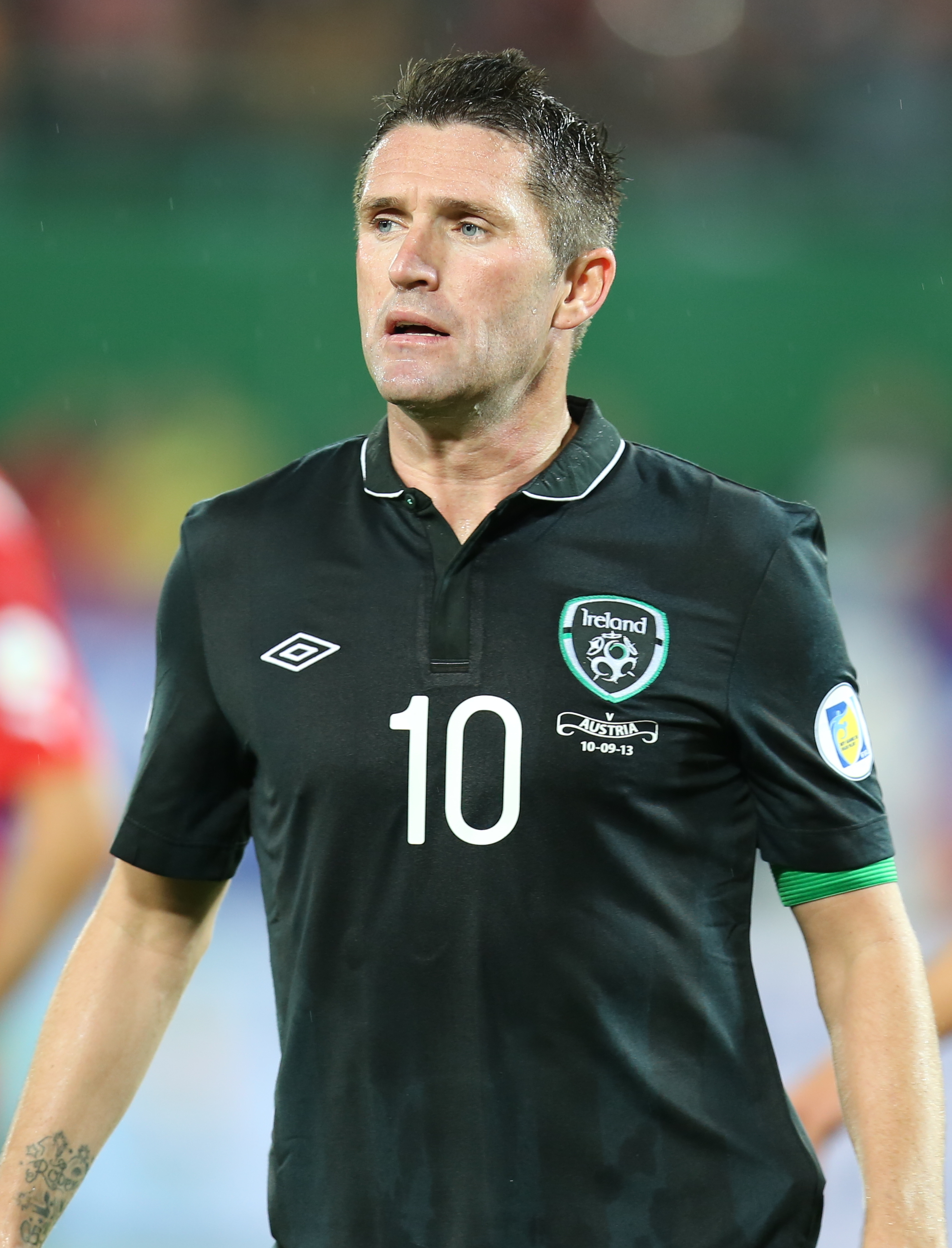
روبي كين الهداف التاريخي وأكثر لاعب مثل منتخب جمهورية أيرلندا

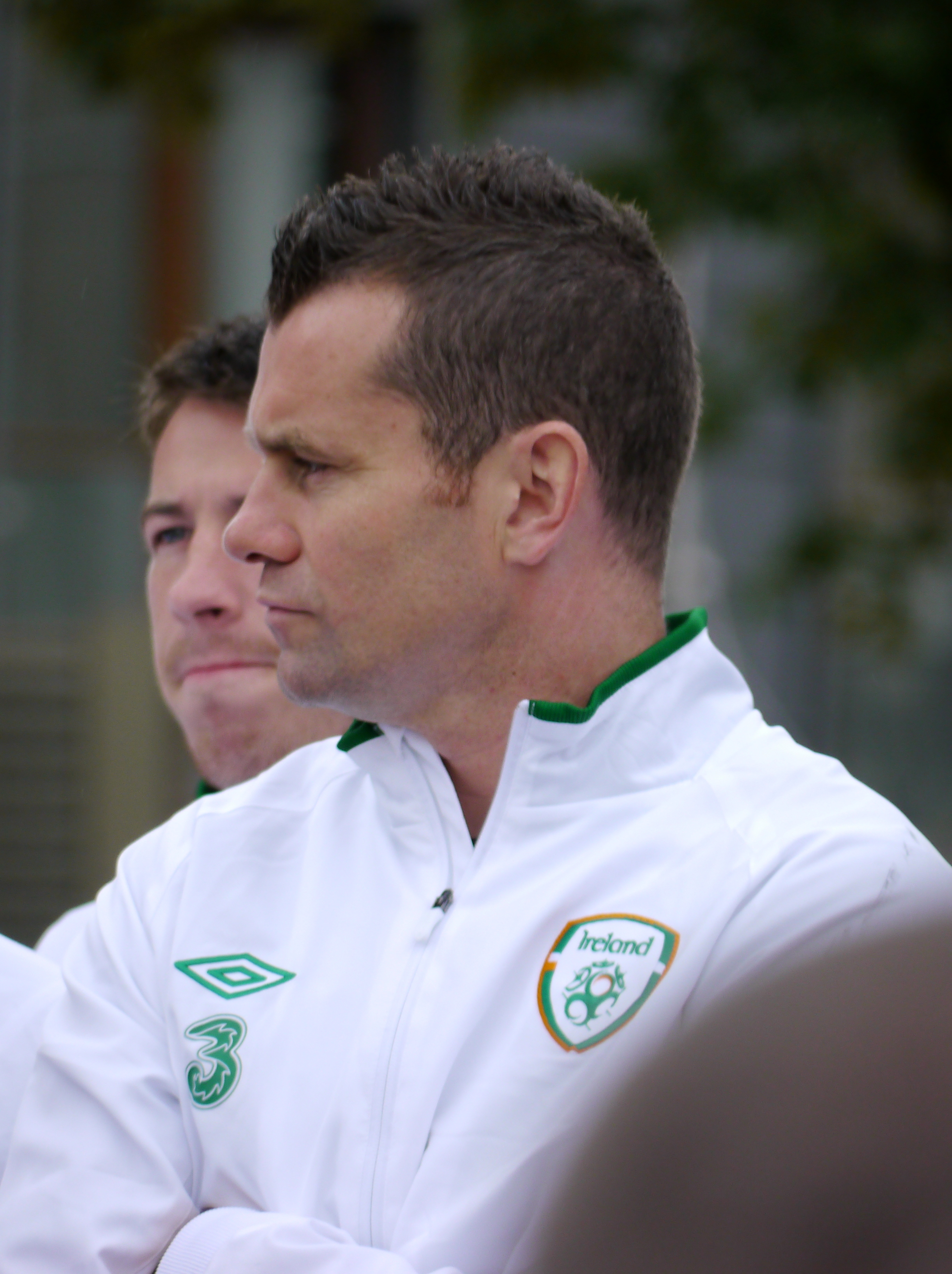
شاي غيفن أكثر حارس المرمى مثل منتخب جمهورية أيرلندا

## معرض صور

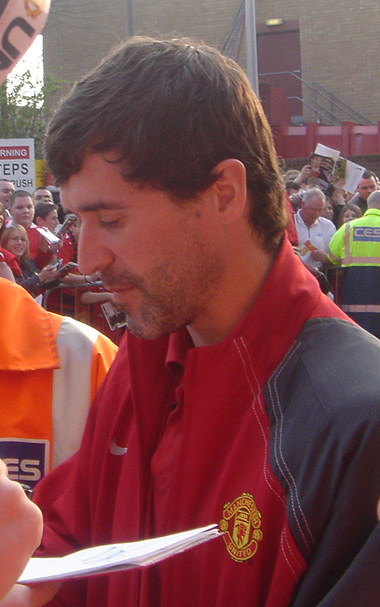
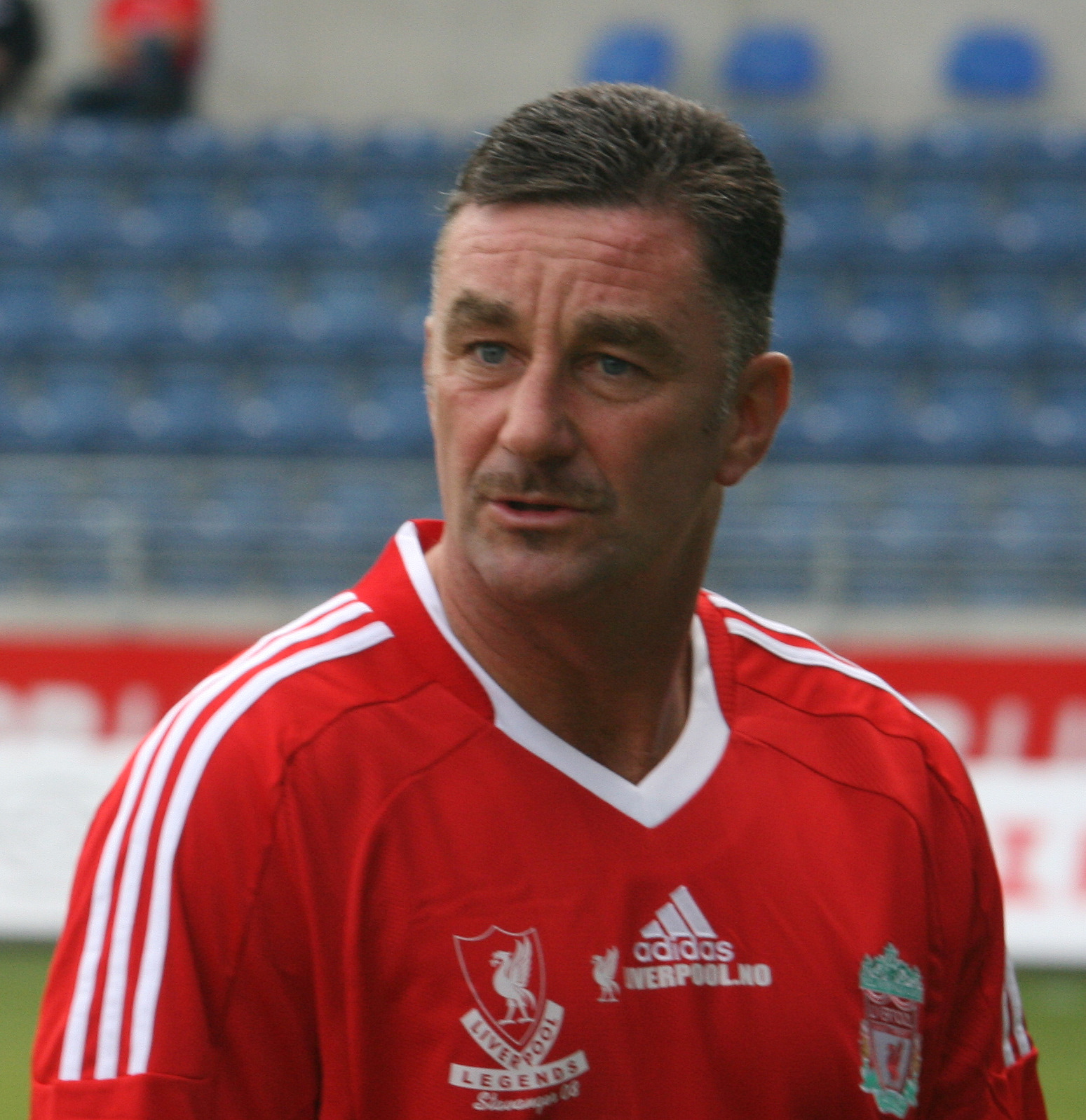
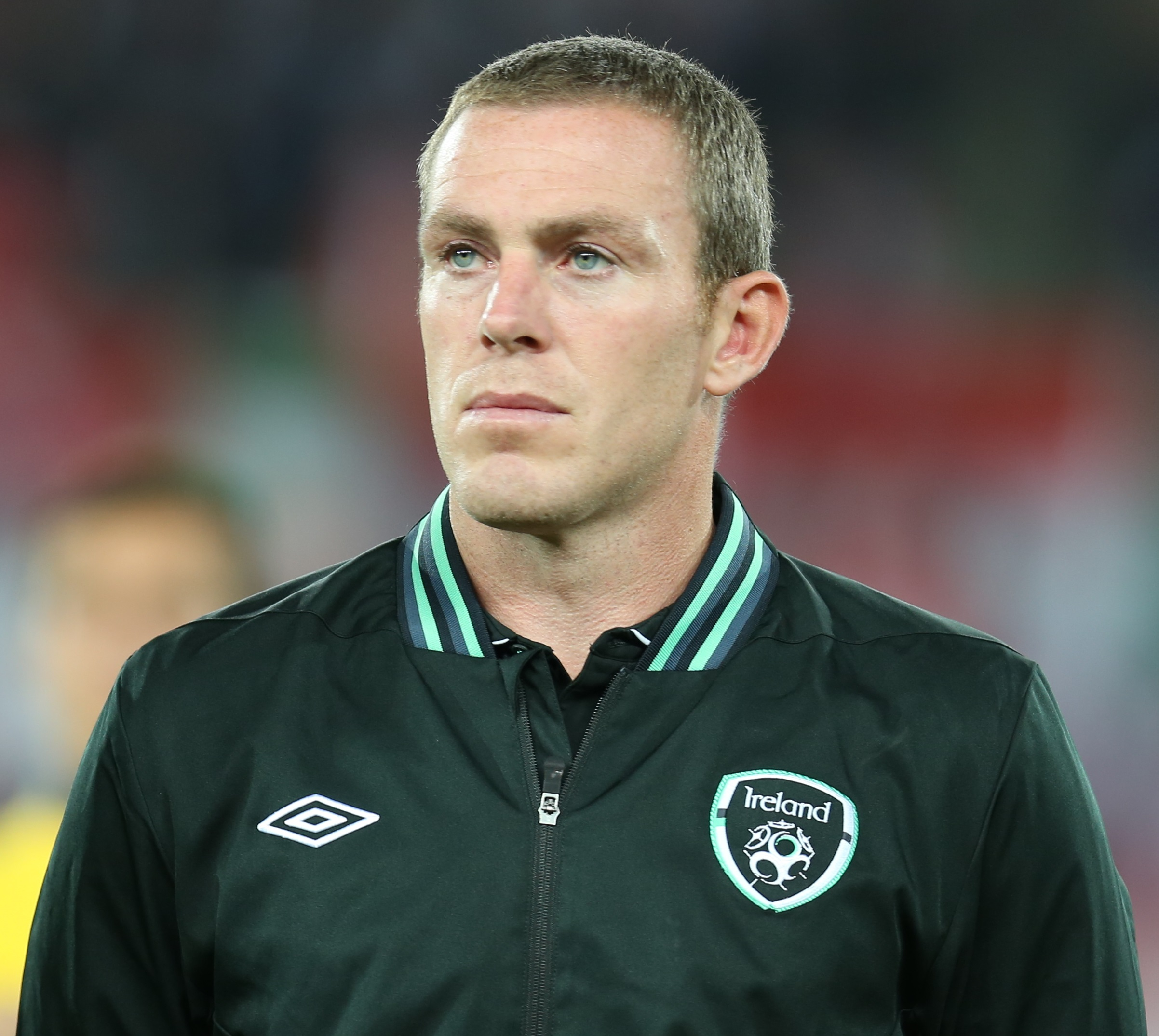
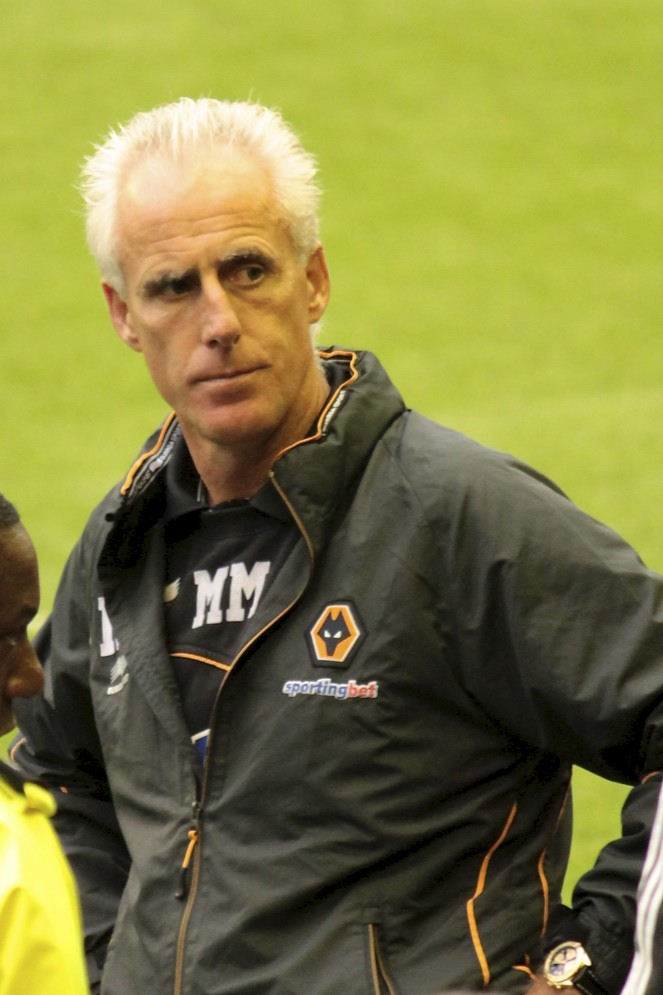
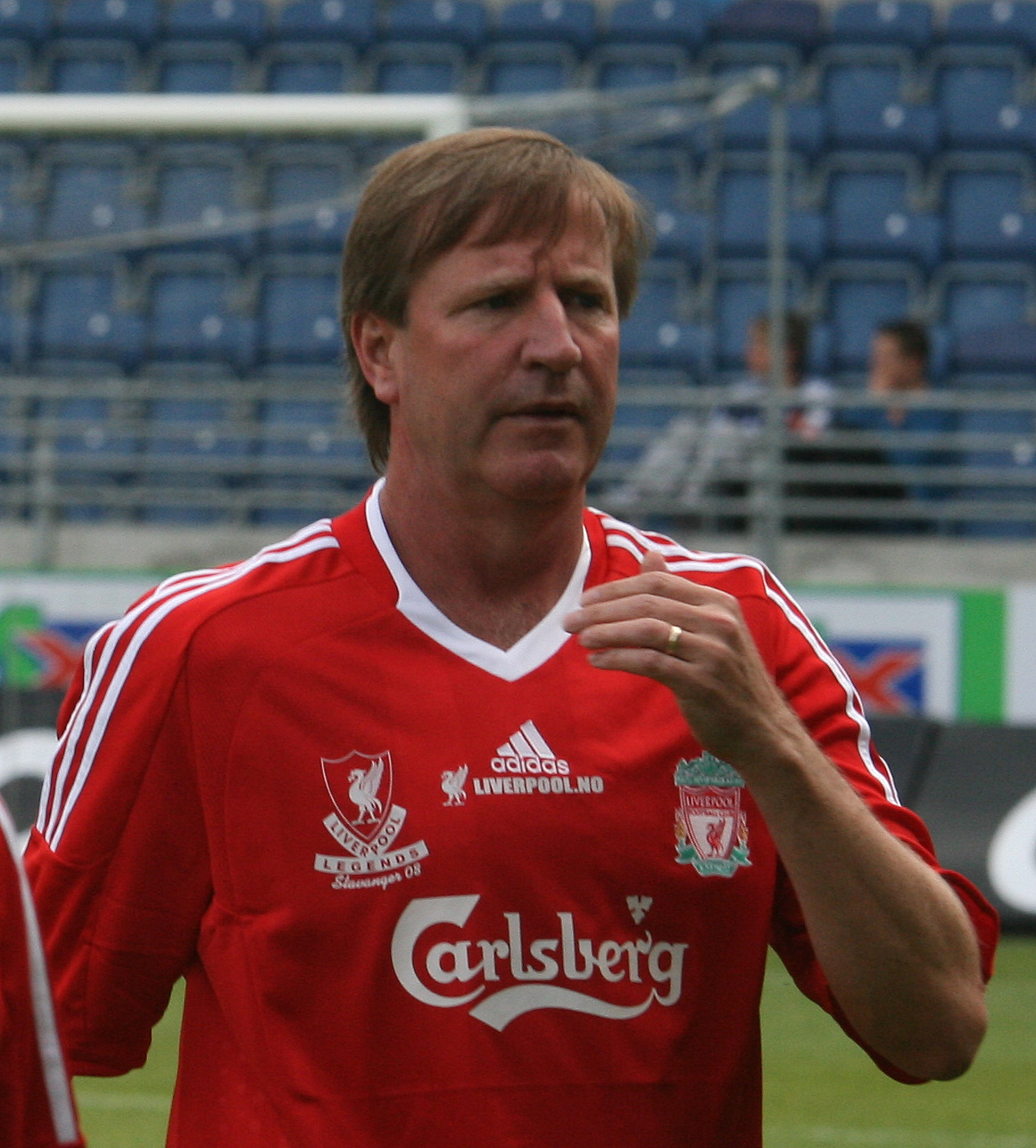